# Colindă
Les colinde (singulier colindă, en lituanien Kalėda, en polonais kolęda, dans les langues slaves orientales Kоляда/Kolyada, en serbe et bulgare Коледа, en grec Κόλιαντα/Koliada) sont des chants qui peuvent être chantés ou déclamés, et que l'on pouvait entendre couramment dans les villages lors de la période de Noël en Europe de l'Est, le plus souvent chantés par des chanteurs à l'étoile. Cet article décrit ceux chantés en Roumanie et Moldavie. Il s'agit d'une tradition devenue chrétienne, mais d'origine païenne. De nos jours, dans les grandes villes, elle se perd ou devient virtuelle (télévision, envoi de vidéos par internet). On fête alors Noël de plus en plus en famille, et on désigne à tort comme une colindă n'importe quel chant de Noël, comme les hymnes religieux chantés par les chœurs dans les églises. En roumain le verbe a colinda signifie « marcher en chantant » ou « chanter en marchant » et par extension plus familièrement « faire un tour », « parcourir du pays ».

## Étymologie et origine
Le mot colinde provient du latin calendes. Les calendes, pour les Romains, étaient des fêtes du culte solaire.
Les ethnologues considèrent les colinde, de même que la tradition des Martenitsa/Mărțișor ou celle des Върколак/Vârcolaci également communes à plusieurs pays, comme un héritage thrace (substrat commun de ces pays), mais il existe aussi des légendes modernes, différentes dans chaque pays, pour leurs origines.

## Description
La colindă commence souvent, rituellement par l'invocation Iată vin colindătorii... cand stapânii nu-s acasă : Voici [que] viennent les "calendeurs"... quand les maîtres ne sont pas chez eux. Les "calendeurs", souvent des enfants, vont de porte en porte, parcourant le village ou le quartier, et "calendent", c'est-à-dire chantent des "calendes" qui annoncent la fin de l'année, l'année nouvelle, la venue de Jésus, selon les thèmes. Il y a aussi plusieurs types mélodiques de "calendes" : avec ou sans instruments (le plus souvent à percussion) et des thèmes spécifiques aux enfants, aux jeunes, aux mariés, aux grands-parents et enfin, de tout le monde.

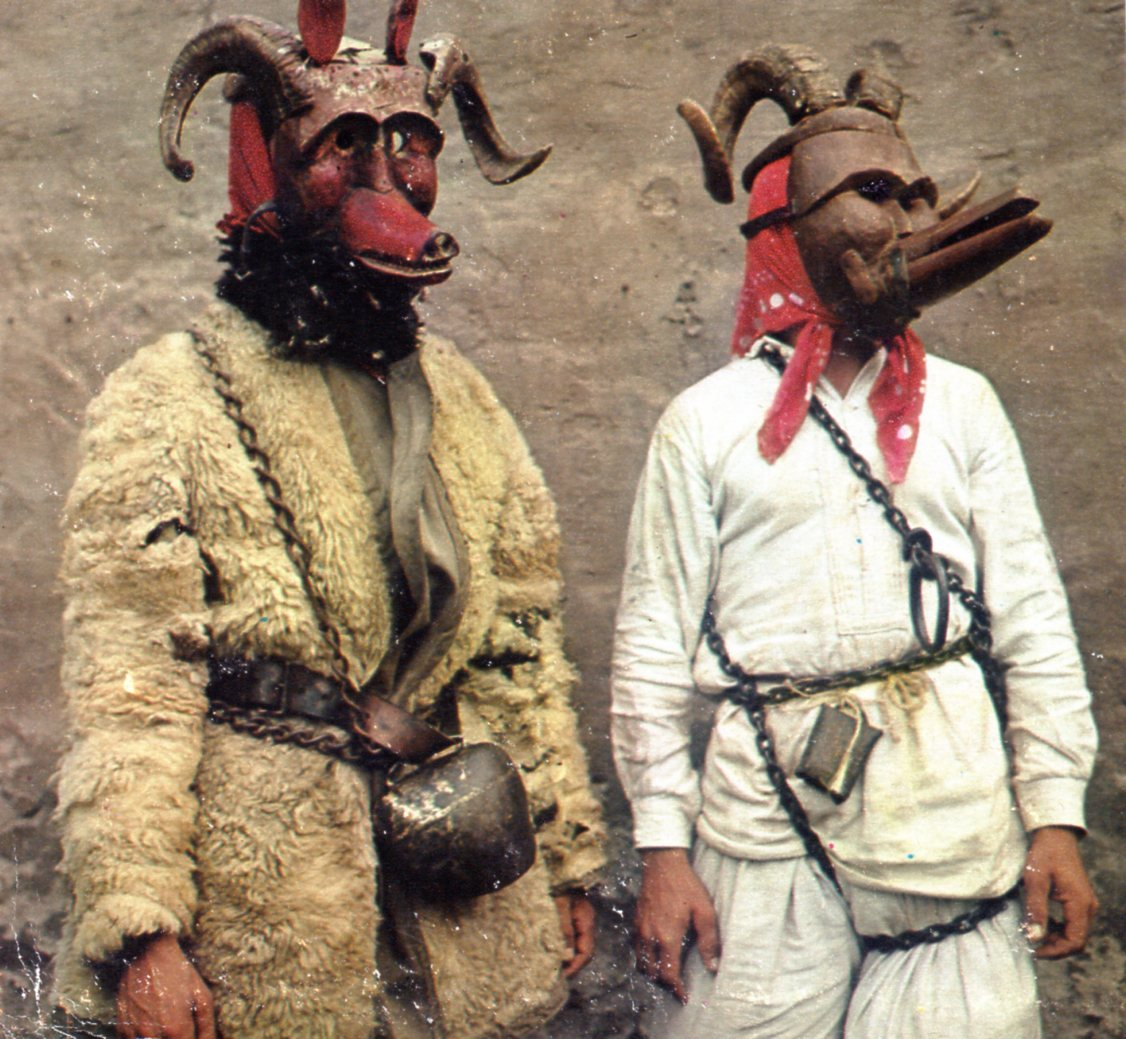
Rugăciori et legători "calendant" dans la variante Capra (la Chèvre).

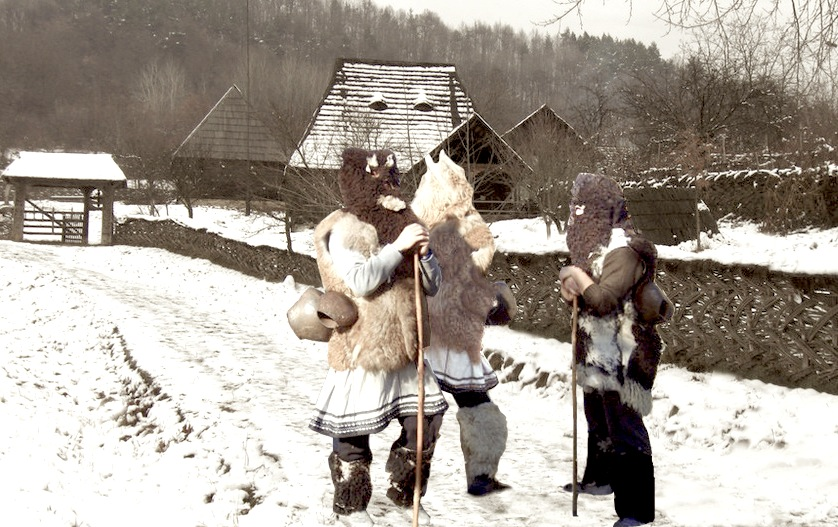
Rugăciori et legători du Maramureș, "calendant" dans la variante Ursul (l'Ours).

### Les thèmes chrétiens
Les colindes à caractère chrétien ont différents thèmes, mais ceux qui reviennent le plus souvent sont :
- la naissance de Jésus
- la sortie de Bethléem
- les rois mages.

### Les thèmes non-chrétiens
Avant Noël, il y a traditionnellement une période de purification mais aussi de fêtes et de rencontres familiales, les gens ne travaillent pas et préparent les fêtes de fin d'année. La tradition des trois rois mages, d'origine chrétienne, est entrée en syncrétisme avec des traditions païennes prophétiques ou divinatoires plus anciennes, et donne lieu à des fêtes et carnavals parfois orgiaques, successeurs des dionysies et des saturnales antiques, équivalents des apocries grecques, que l'on retrouve dans toute l'Europe et où interviennent les rugăciori (qui prient pour qu'on leur pardonne) et legători (que l'on attache) incarnant les péchés à purifier ou les mauvais esprits, affublés de fourrures, de masques grotesques et de clarines à bétail.
Dans une tradition très répandue, la Turca ("turque") l'on porte une effigie de mouton avec une peau de lapin comme barbe, des oreilles de lapin, des cornes en bois et des ornements : elle évoque les victoires sur les ottomans, qui ont permis aux principautés roumaines de sauvegarder leur autonomie, sans jamais devenir provinces turques. Les deux sont fixés sur un bâton et on en joue selon un rituel bien établi.
Dans la variante "Capra" (la chèvre) un masque ou une peau de chèvre ou de mouton s'ornent de cornes de bouc. À la fin, les effigies sont censées mourir, symboles de l'année qui meurt. Avant le XXe siècle, on les incinérait. Cette tradition s'enracine dans les sacrifices rituels antiques, mais, christianisée, elle « purifie » des symboles démoniaques, que l'on montre à tout le monde pour chasser la peur, la malédiction et le péché.
La variante "Buhaiul" (le tambour à friction) utilise cet instrument traditionnel. Une autre tradition, de plus en plus rare, est Ursul (l'ours) : deux jeunes sont alors revêtus d'une fourrure d'ours et sont accompagnés de deux moși (deux personnages de vieillards) qui dirigent le jeu de l'ours. L'agonie de l'ours symbolise aussi la mort de l'année écoulée et le renouveau de l'année qui vient.

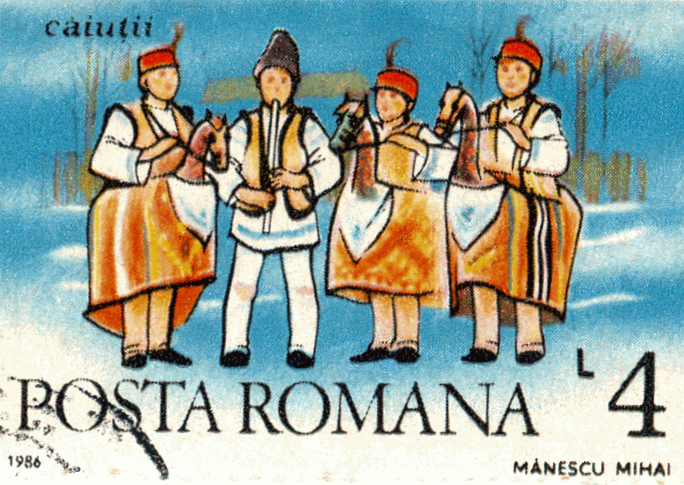
Colindă dans la variante Căiuţii (les petits chevaux).
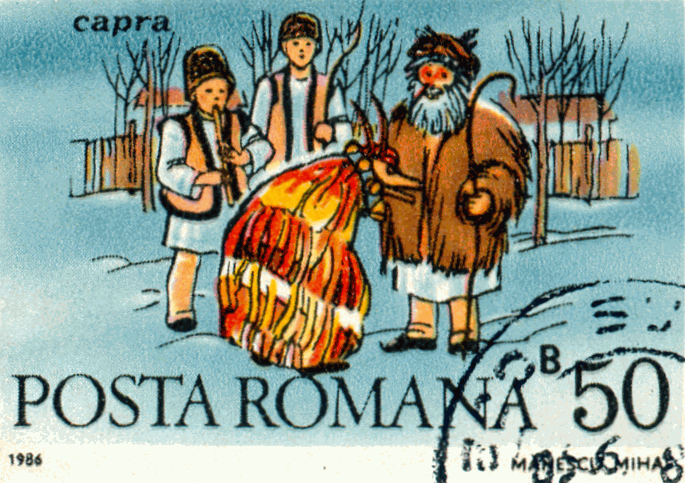
Colindă dans la variante Capra (la chèvre).
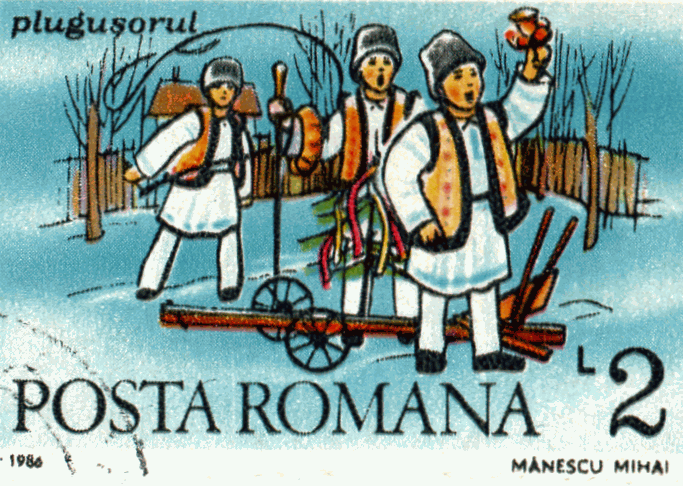
Colindă dans la variante Pluguşorul (la petite charrue).
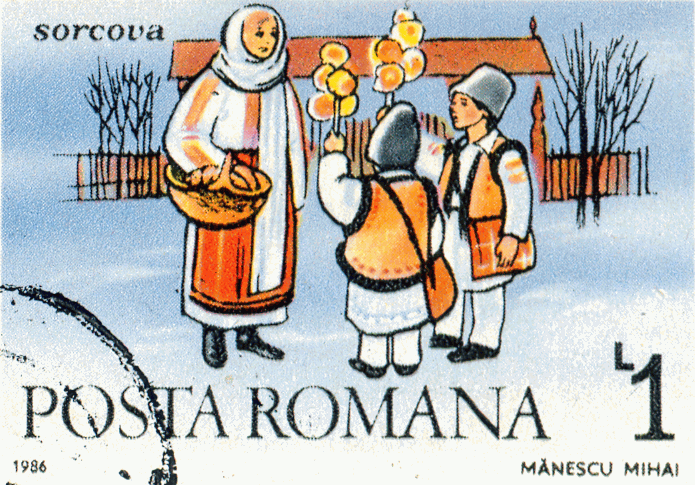
Colindă dans la variante Sorcova (les bourgeons).

Parmi les colinde non-chrétiennes, les urări (les vœux, du latin orare) pour le Nouvel An sont les plus nombreuses.
Quelques colinde non-chrétiennes se pratiquent encore dans quelques régions isolées :
- Colinda corbului : la calende du corbeau,
- Colinda junilor : la calende des juni (qui sont souvent des jeunes, mais juni signifie ici « célibataires à marier »)
- Colinda gospodarului : la calende du bon maître de maison...

## Imprécisions sur la demande auprès de l'Unesco
Le fait qu'elle ait été enregistrée au Patrimoine culturel immatériel de l'humanité par les représentants roumains auprès de l'UNESCO sous l'intitulé erroné « Colindat de groupe d’hommes, rituel de Noël en Roumanie, République de Moldova et Amérique du Nord » est l'objet de vives contestations pour quatre raisons :
- l'enregistrement est réduit aux seules colinde chantées par des hommes adultes, ce qui est très rare car elles sont le plus souvent chantées par des jeunes, enfants, femmes ou fillettes ;
- l'enregistrement est réduit aux seules colinde de Roumanie, Moldavie et... Amérique du Nord, alors que cette tradition est aussi présente dans d'autres pays d'Europe de l'Est, de la Lituanie à la Grèce, où elle est ancienne et traditionnelle, tandis qu'en Amérique du Nord elle est arrivée récemment avec la diaspora de ces pays et ne fait pas partie du patrimoine des populations autochtones de ce continent ;
- la République de Moldavie ou « Moldova » (en roumain) y était initialement enregistrée comme une « subdivision de la Roumanie » alors que c'est un État indépendant ; c'est la région de Moldavie qui est une subdivision de la Roumanie, au même titre que la Transylvanie ou la Valachie qui, elles, ne sont pas mentionnées dans l'enregistrement ;
- enfin on peut juger fallacieux de faire classer au patrimoine mondial une tradition qui disparaît dans le vécu réel et alors que l'État ne soutient pas les associations qui tentent de la perpétuer.